# Centro histórico de Cienfuegos
El Centro histórico de Cienfuegos, está situado en la ciudad de Cienfuegos en Cuba, fue declarado por la UNESCO Patrimonio de la Humanidad en el año 2005.
La ciudad fue fundada el 22 de abril de 1819 por colonos franceses y españoles (bajo el mando de Don Luis De Clouet y Favrot) en una bahía, que sirvió de refugio a piratas y corsarios. Las calles fueron trazadas formando cuadrículas y conserva una arquitectura ecléctica con abundante decoración neoclásica. 

## Lugares de interés del Centro histórico
- Catedral de Cienfuegos.
- Arco de Triunfo.
- El Jardín Botánico de Cienfuegos declarado Monumento Nacional el 20 de octubre de 1989, con 97 hectáreas.
- El Cementerio de Reina es un ejemplo excepcional de su tipo, y su arquitectura se inserta en el neoclasicismo imperante en las edificaciones construidas en la ciudad. Es el único en Cuba que conserva sus nichos para enterramientos.
- La Fortaleza de Nuestra Señora de los Ángeles de Jagua está ubicada a la entrada de la Bahía de Jagua. Estratégicamente situado en la entrada al Puerto de Cienfuegos, este castillo fue construido en el siglo XVIII (1745) para defender a Cienfuegos de los asaltos de piratas y filibusteros.
- El Cementerio Tomás Acea.
- El parque dedicado a "José Martí".
- El Teatro Tomás Terry.
- Universidad de Cienfuegos.

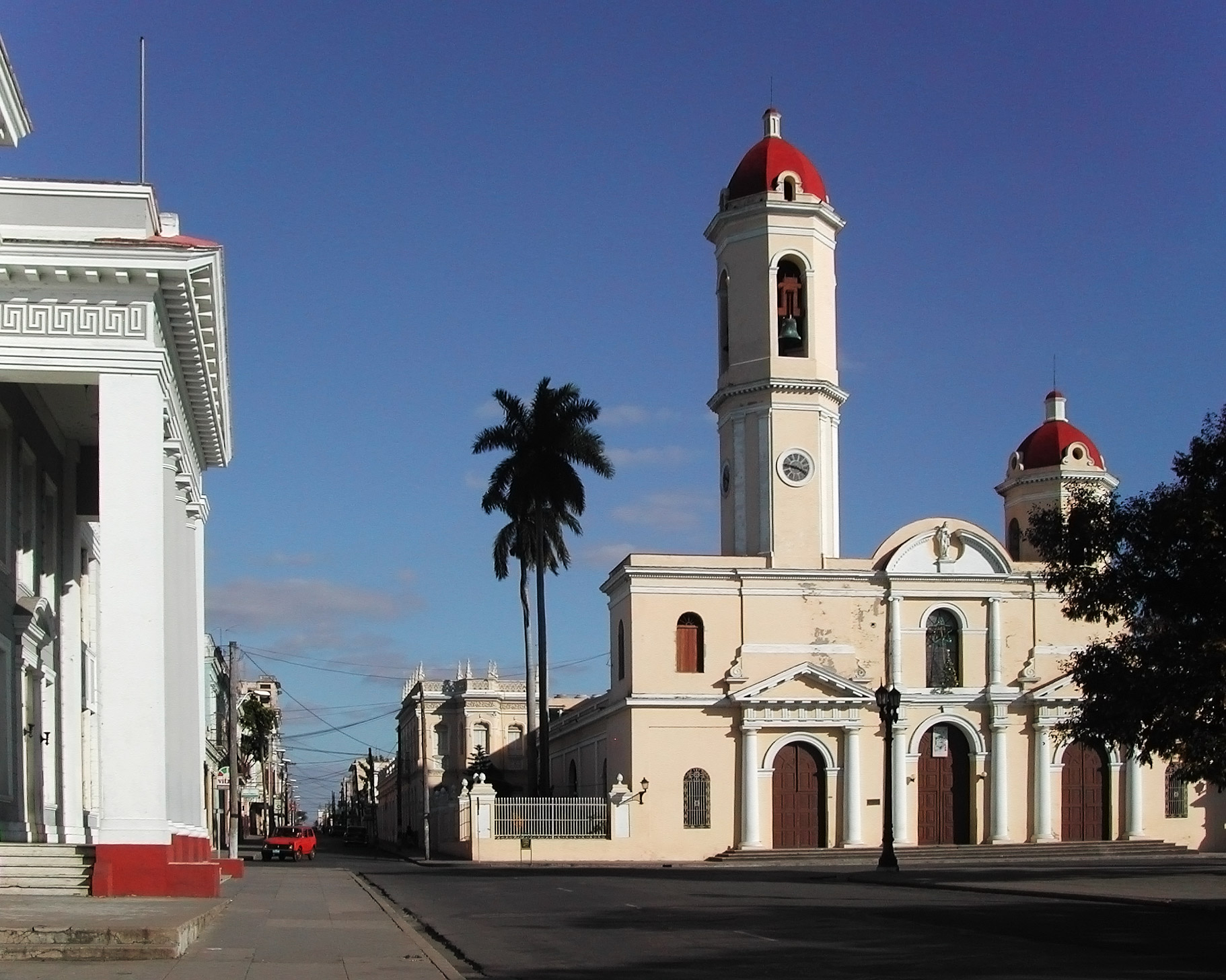
Catedral de Cienfuegos.
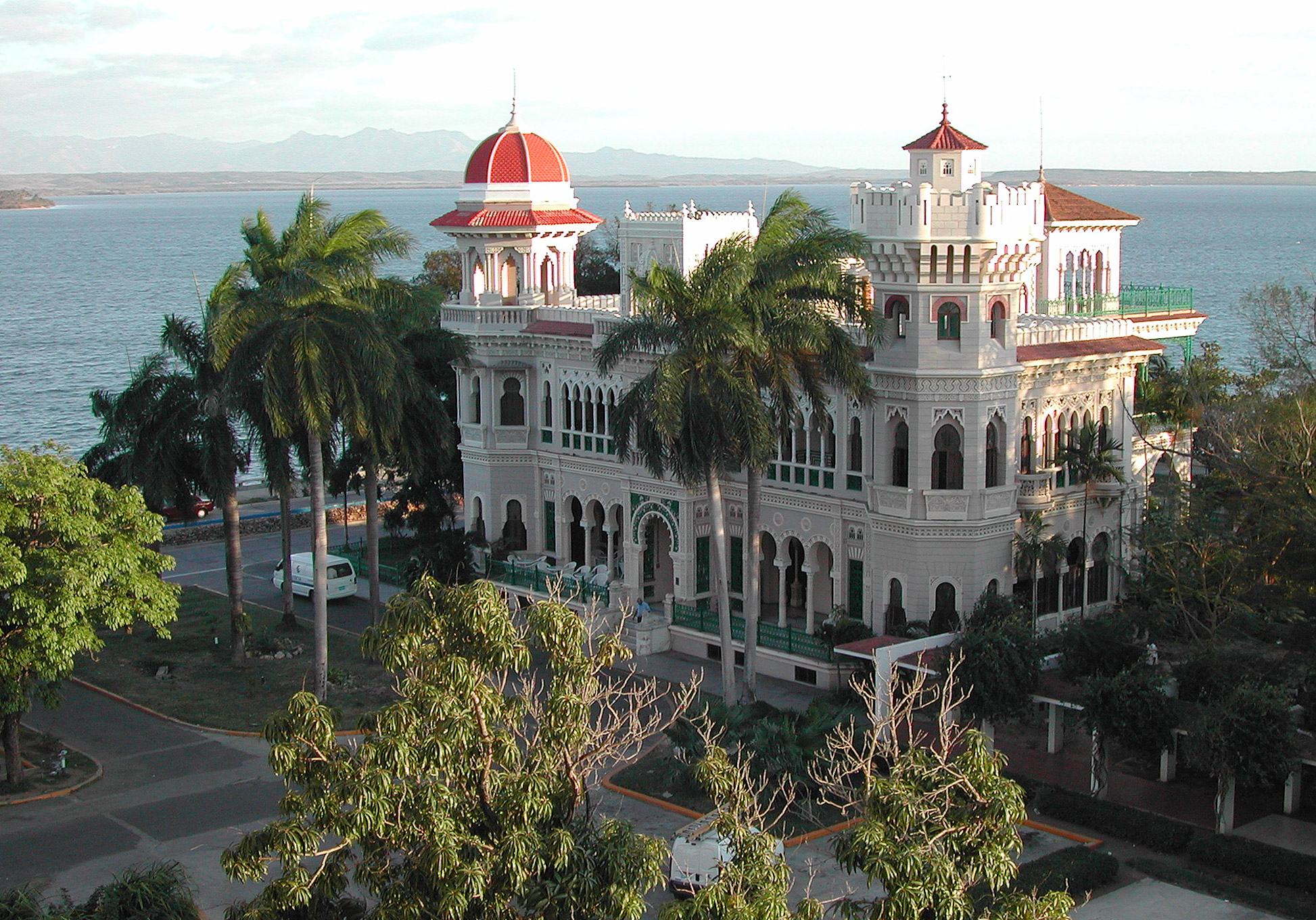
Palacio de Valle.
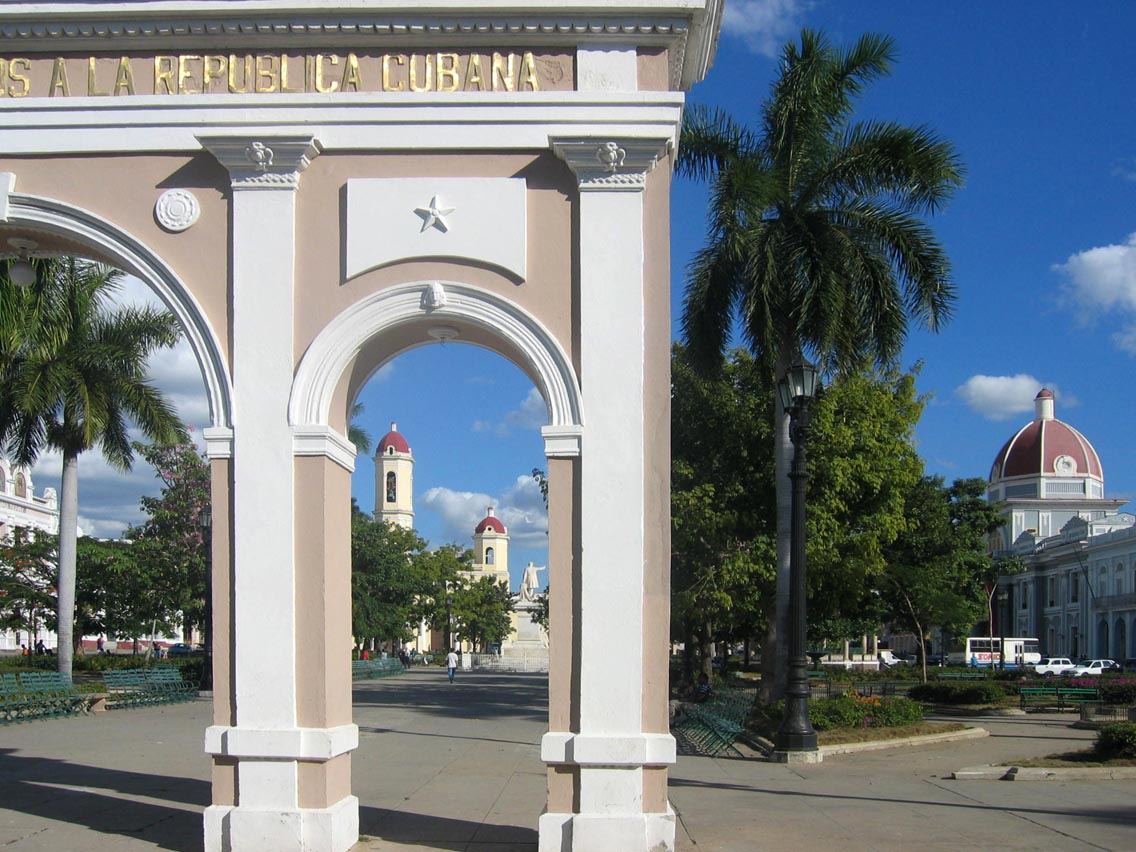
Parque José Marti.